# Namibia en los Juegos Mundiales de Breslavia 2017
Namibia fue uno de los 102 países que participaron en los Juegos Mundiales de 2017 celebrados en Breslavia, Polonia
La delegación de Namibia estuvo compuesta por dos deportistas, ambos participantes en las pruebas de Tiro con Arco, quienes no pudieron ganar ninguna medalla para su país.

## Tiro con arco
| Masculino   |                      |     |    |                 |         |                |           |           |           |           |           |           |           |           |           |
| Louw Nel    | Compuesto individual | 682 | 23 | # Domagoj Buden | 140:147 | Eliminado      | Eliminado | Eliminado | Eliminado | Eliminado | Eliminado | Eliminado | Eliminado | Eliminado | Eliminado |
| Femenino    |                      |     |    |                 |         |                |           |           |           |           |           |           |           |           |           |
| Ilana Malan | Compuesto individual | 665 | 24 | # Chen Yi-husan | 142:141 | # Yun Soo-song | 134:145   | Eliminada | Eliminada | Eliminada | Eliminada | Eliminada | Eliminada | Eliminada |           |